# Estación de Cannon Street
La estación de Cannon Street (código: CST) es una estación ferroviaria situada en el distrito financiero de Londres. Se encuentra sobre el lugar en el que en la Edad Media estuvo la sede en Inglaterra de la liga Hanseática.
Es una estación terminal que acerca al centro de Londres las líneas que llegan a la estación de London Bridge, gracias a un puente ferroviario sobre el río Támesis exclusivo para la estación.
Opera servicios de Southeastern al sureste de Inglaterra de lunes a sábado, permaneciendo cerrada los domingos.

## Historia
La estación abrió el 1 de septiembre de 1866, construida por la compañía South Eastern Railways. La fachada estaba coronada con dos grandes torres de 40 metros de altura que daban hacia el río Támesis. Entre las torres se situaba el arco principal de la cubierta de la estación, que fue ocultado al año siguiente al construirse un hotel sobre la estación, de manera similar a la estación de Charing Cross.
En 1926 se realizaron trabajos de reforma en la estación, en los que se pasó de 9 a 8 andenes. Durante la II Guerra Mundial la cubierta fue desmontada para protegerla; aun así, la estación sufrió graves daños en los bombardeos e incluso la propia cubierta fue destruida en el almacén en que se encontraba.
Se realizaron varios planes de reconstrucción tras la guerra, siendo el definitivo aprobado en 1962. El arquitecto seleccionado fue John Poulson, autor en la época de varias estaciones importantes, como Waterloo, y que fue condenado por corrupción, ya que recibía los encargos de British Rail gracias a sobornos y a su amistad con uno de los directivos.
En 1984 Cannon Street experimentó una merma importante de los servicios, comenzó a abrir solamente durante las mañanas de los días laborables y se especuló con su posible cierre. En 1986 se realizó una reforma de las torres originales, época en la que también se aumentó el número de espacios comerciales.
El 8 de enero de 1991, un tren de cercanías procedente de Sevenoaks impactó con la topera del andén tren causando 2 muertos y 524 heridos. Las causas del accidente no pudieron aclararse completamente, pero se estimó que probablemente fue un error del maquinista, agravado por la antigüedad del tren y la falta de ATP.

## Servicios
La estación funciona como un ramal que acerca al centro la estación de London Bridge. Algunos pocos servicios en hora punta son directos a la estación. La estación permanece cerrada los domingos, aunque en ocasiones —cuando se realiza mantenimiento de las vías durante los fines de semana— se utiliza como estación alternativa a la de Charing Cross.
La única compañía que opera la estación es Southeastern, con líneas hacia el sureste de Inglaterra, destacando los trenes de cercanías.